# Fritillaria baskilensis
Fritillaria baskilensis là một loài thực vật có hoa trong họ Liliaceae. Loài này được Behcet miêu tả khoa học đầu tiên năm 1998.